# 小針村
小針村（こばりむら）は、埼玉県北足立郡にあった村。現在の伊奈町北部にあたり、1943年に小室村と合併して伊奈村となり廃止した。

## 地理
- 河川 - 綾瀬川

### 隣接していた自治体
（括弧内は現在の自治体）
- 北足立郡
  - 小室村（伊奈町）
  - 加納村（桶川市）
  - 上平村（上尾市）
- 南埼玉郡
  - 平野村（蓮田市）

## 歴史
- 1889年4月1日 - 町村制施行に伴い、小針新宿村・小針内宿村・大針村・羽貫村が合併し、小針村となる。
- 1943年7月15日 - 小室村と合併し、伊奈村となる。